# Coenosia stigmatica
Coenosia stigmatica este o specie de muște din genul Coenosia, familia Muscidae, descrisă de Wood în anul 1913. Conform Catalogue of Life specia Coenosia stigmatica nu are subspecii cunoscute.